# Dromana
Dromana är en del av en befolkad plats i Australien. Den ligger i kommunen Mornington Peninsula och delstaten Victoria, omkring 58 kilometer söder om delstatshuvudstaden Melbourne.
Närmaste större samhälle är Mount Martha, nära Dromana. 
Trakten runt Dromana består till största delen av jordbruksmark. Runt Dromana är det ganska tätbefolkat, med 124 invånare per kvadratkilometer. Genomsnittlig årsnederbörd är 1 251 millimeter. Den regnigaste månaden är maj, med i genomsnitt 154 mm nederbörd, och den torraste är januari, med 51 mm nederbörd.